# 马来西亚第二国产车
马来西亚第二国产车私人有限公司简稱为Perodua（/pəˈrɒdjuːə/）或第二国产车（中國車媒譯作北鹿大、派洛多），是马来西亚市佔率最高（破4成）的汽车制造商，同為國產品牌的宝腾則排在次位（近2成）。Perodua於1993年作為該國第二間國產車廠成立，在1994年8月推出了首款车型Perodua Kancil（灵鹿，源自第三代大發Mira）。
在2025年時日本大發工業依然持有Perodua的25%股份，自Perodua成立以來大發提供了從引擎到變速箱的設計和主要零件，本質上所有Perodua的車型都採用了大發的技術。

## 歷史
在計畫創業階段，曾以「M2」作為籌備中公司的隐密代号。
2004年Perodua开始在万撓的工厂组装豐田Avanza
，并在马来西亚发售。
最初Perodua主要是生产小型和超小型汽车，避免与宝腾的车款出现定位重叠，近年兩家車廠已進入正面競爭，而Perodua Myvi（迈薇）更是先后和Proton Savvy、Proton Iriz互為競品。
2016年，Perodua卖出了207,100辆汽车，创下了销售记录，而在市场上的占有率更是历来最高，为35.7%。Perodua计划在未来几年从7.7亿美元的投资计划中斥资设立第二间汽车制造厂。
2019年4月11日，时任首相马哈迪·莫哈末为2019年大马汽车展主持开幕的同时推介了限量版的Perodua Bezza。他在致词时表示，打造新国产车品牌非常重要，因为这将进一步加速国家汽车工业的发展

## 销售

### 国内

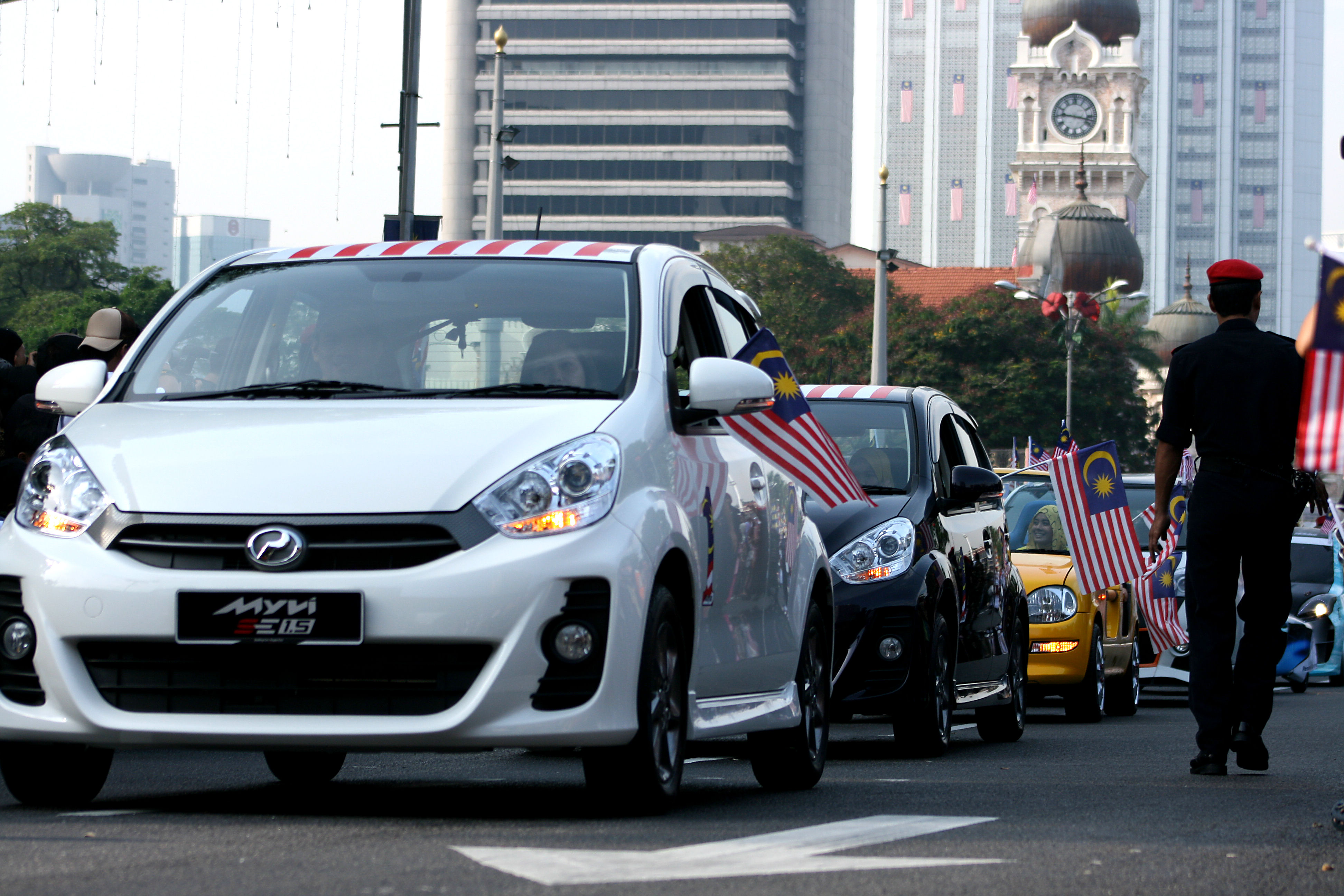
Perodua Myvi曾连续8年（2006年至2013年）获得马来西亚最畅销汽车的头衔。

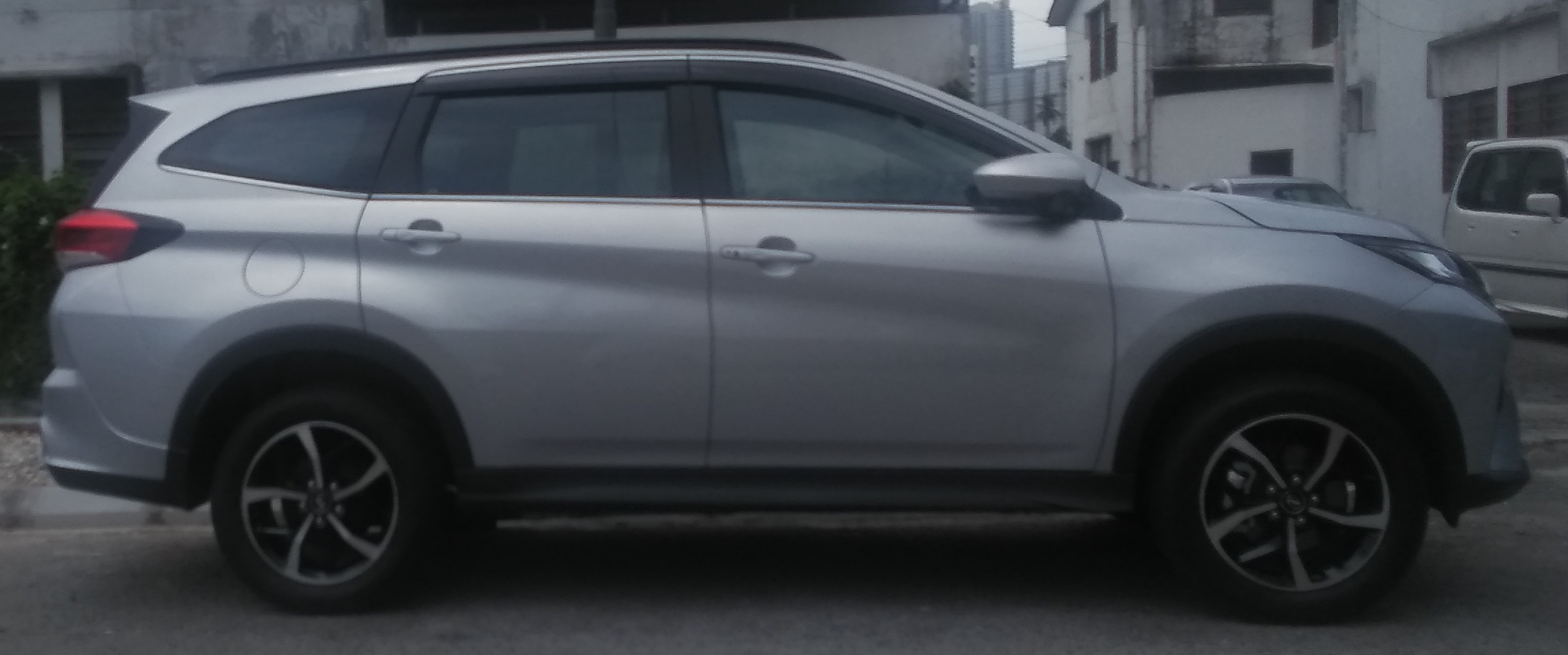
Perodua Aruz是Perodua于2019年第三次推出的SUV车款。

Perodua预计将成为东南亚最大的小型汽车生产厂家。在2005年10月，Perodua总共累积生产了1百万辆汽车。在2008年7月，预计每年将会生产240,000辆汽车。
相较普腾，Perodua取得了更大的成功。Perodua在马来西亚很受欢迎，单单在2006年便卖出了80,327辆Perodua Myvi，远远超越了普腾的最畅销汽车——Proton Wira（在马来西亚只卖出28,886辆）。在2006–2010年，Perodua是马来西亚最畅销的汽车公司。在2011年的上半年，普腾超越了Perodua，成为当时最畅销的品牌。这是多年来普腾首次成为最畅销的汽车公司，但其中的部分原因是因为Perodua在当时的供应受限（当时正逐步淘汰旧款Myvi）以及《租购法令》的修订所带来的问题，而普腾推出的车款也非常吸引人，尤其是普腾的主要车款——Proton Saga和Proton Persona。普腾的交货数达85,223辆，占TIV的28.7%，Perodua的交货数则达79,467辆，差距为5,756辆。

### 国际
在英国，一些想吸引收入较低的原普腾客户的普腾经销商也有售卖Perodua的汽车。Perodua在英国的销量很低，而在2008年Perodua只卖了624辆汽车（2002年有914辆），和现代汽车的28,036辆以及西亚特的29,397辆比起来实在是微乎其微。在2009年，销售量稍微提升至650辆，而在2010年则提升至761辆，主要是新款的Perodua Myvi取得了成功。除了英国和新加坡，Perodua也将他们的汽车出口至毛里求斯、文莱、斯里兰卡、塞浦路斯、马耳他、埃及、尼日利亚、塞内加尔、 黎巴嫩、卡塔尔、沙特阿拉伯、叙利亚、尼泊尔、斐济和爱尔兰共和国，但数量很少。

## 现有车款
- Perodua Myvi（迈薇）（2005年–至今)Perodua旗下第一辆B segment掀背车，也是带领Perodua创造高峰的车款。
- Perodua Alza（英语：Perodua Alza）（2009年–至今）Perodua首款MPV，2022年推出了与Toyota Veloz孪生新款车型。
- Perodua Axia（英语：Perodua Axia）（2014年–至今）2014年推出替代Perodua Viva的经济型A segment掀背车。
- Perodua Bezza（英语：Perodua Bezza） （2016年–至今）Perodua首款A segment sedan轿车。也是Perodua首次自主设计外型的车款。
- Perodua Aruz（2019年–至今）Perodua第三辆SUV，贴牌自Toyota Rush。
- Perodua Ativa（2021年–至今）Perodua首款基于DNGA平台打造的SUV，同时也是Perodua首款搭载涡轮增压引擎的车款。

## 过去生产的车款
- Perodua Kancil（英语：Perodua Kancil）（灵鹿）（1994年–2009年, 设计源自大发MIRA L200）Perodua首推出的小型掀背车，也是首辆推出的车款
- Perodua Rusa（英语：Perodua Rusa）（1996年–2007年，设计源自大发Zebra）Perodua首款商用型货车。
- Perodua Kembara（英语：Daihatsu Terios#Malaysia） (1998年–2007年)Perodua首款A segment SUV。
- Perodua Kenari （页面存档备份，存于） (国产金丝雀)（2000年–2009年，设计源自大发MOVE）
- Perodua Kelisa（英语：Perodua Kelisa）（金龙鱼）（2001年–2007年，设计源自大发MIRA L700）
- Perodua Viva（英语：Perodua Viva）（2007年–2014年，设计源自大发MIRA L250。A segment掀背车，2014年被Perodua Axia 取代
- Perodua Nautica（2008年–2009年）Perodua第二款A segment SUV轿车，贴牌自Toyota Rush，但因为是在日本组装的进口车，导致价格昂贵，也才售出数百辆就收场。

## 口号

### 企业口号
- “保证卓越”（Kehebatan Yang Pasti）（1997年-2008年）
- “制造汽车，人民优先”（Building Cars, People First）（2008年–至今）

### 产品口号
- “开心驾驶”（Happy Motoring）（第一代的Perodua Kenari Aerosport 2005年）
- “这是种激情”（It's A Passion）（Myvi 2008年 小改款）
- “国家之爱”（The Love Of The Nation）（Myvi 1.5 SE）
- “和你一样全能”（Versatile As You）（Alza 1.5）
- Passion Engineered（第三代Myvi）

### 周年口号
- 卓越10周年（10 Years of Excellence）（Perodua 10周年的口号，2003年）
- 驾驶价值并超越20周年（20 Years of Driving Value and Beyond）（Perodua 20周年的口号，2013年）

## 标志

原Perodua标志（1993年-1998年）

1997年，在代号X555的车款即将推出之际，Perodua举办了一场新标志设计比赛。来自马来西亚工艺大学建筑系的一名学生——Johnson Ng Weng Kuan赢得了这场比赛。1998年8月24日，Perodua在推出马来西亚第一辆四驱汽车（Perodua Kembara）的同时也正式推出新的标志。
新标志保留了'P'和'2'和原有标志的颜色，但形状改为椭圆形，看起来更流畅、更有生气。绿色象征着着对环境和社区的社会责任，红色则象征着有能力的劳动团队在不断发展且能够顺应全球化时代所带来的挑战。不过，在Perodua生产的汽车上的标志中，原有的绿色和红色被黑色取而代之，铬浮雕则被保留下来。

## 參见
- 大发工业
- 马来西亚汽车工业